# Warszawa Zoo
Warszawa Zoo – przystanek kolejowy położony na terenie warszawskiej Pragi-Północ przy rondzie Stefana Starzyńskiego, tworzący tzw. węzeł kolei obwodowej. Z przystanku można dojechać elektrycznymi pociągami podmiejskimi Kolei Mazowieckich i Szybkiej Kolei Miejskiej do m.in.: dworca Zachodniego, dworca Gdańskiego, Legionowa i Modlina.
W roku 2023 dzienna wymiana pasażerska na przystanku wyniosła 1800 osób.

## Opis
Nazwa przystanku pochodzi od pobliskiego Ogrodu Zoologicznego znajdującego się przy ulicy Ratuszowej 1/3.
Za wiaduktem kolejowym znajdował się posterunek odgałęźny służący sterowaniu ruchem kolejowym – możliwość jazdy w stronę Legionowa lub w stronę Warszawy Wschodniej.
Przystanek otwarto w 1989 roku.
W październiku 2016 roku, ze względu na zamknięcie jednego toru mostu przy Cytadeli i jego przedłużający się remont, tor nr 1 (od strony ronda Starzyńskiego) obsługiwał pociągi kończące i zaczynające tu bieg. Pozostałe pociągi (w kierunku Warszawy Gdańskiej i Legionowa) obsługiwał tor nr 2.
Do przystanku można dojechać autobusami i tramwajami wysiadając na przystanku Rondo Starzyńskiego.
| Przewoźnik         | Linia    | Trasa |                   |
| ------------------ | -------- | --- | ----------------- |
| Koleje Mazowieckie | R90/RE90 | Warszawa Zachodnia (peron 9)/Warszawa Gdańska – Warszawa Zoo – Legionowo – Nasielsk/Ciechanów/Mława/Działdowo | [ 5 ] [ 6 ] [ 7 ] |
| Koleje Mazowieckie | RE80     | Warszawa Wschodnia - Warszawa Zoo - Radom Główny/Skarżysko-Kamienna                                           | [ 5 ] [ 6 ] [ 7 ] |
| SKM Warszawa       | S4       | Piaseczno – Warszawa Zoo – Zegrze Południowe                                                                  | [ 5 ] [ 6 ] [ 7 ] |
| SKM Warszawa       | S40      | Piaseczno - Warszawa Zoo - Wieliszew/Radzymin                                                                 | [ 5 ] [ 6 ] [ 7 ] |

## Wypadki
23 maja 2012 roku o godzinie 5:45 przy stacji Warszawa Zoo zderzyły się czołowo dwa pociągi osobowe. Skład SKM Warszawa relacji Legionowo – Warszawa najechał na pociąg Kolei Mazowieckich relacji Warszawa – Ciechanów. 2 osoby zostały lekko ranne, z czego 1 trafiła do szpitala.